# Eleanor Painter Strong

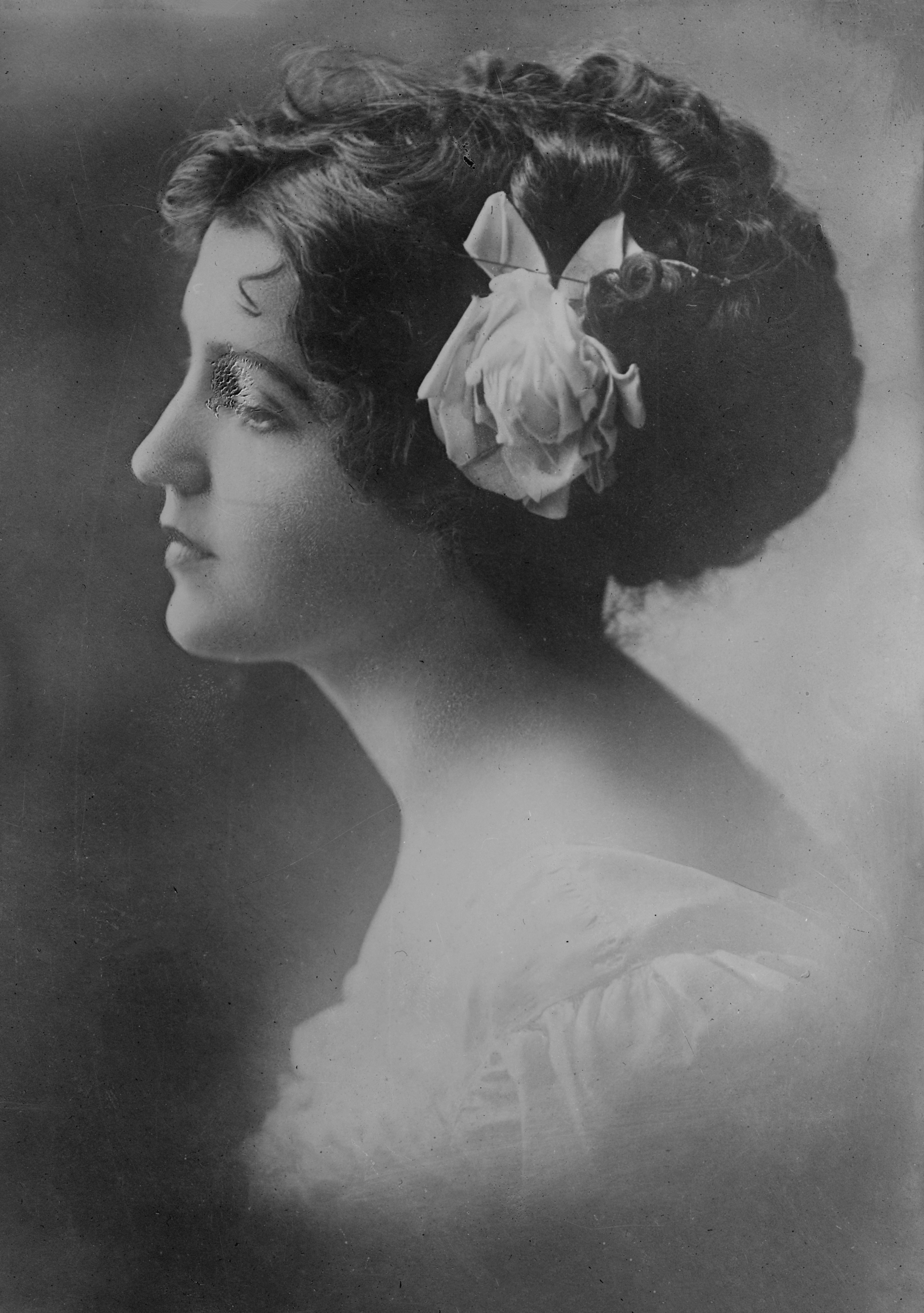
Eleanor Painter Strong (zwischen 1910 und 1915)

Eleanor Painter Strong (geb. Eleanor Painter; * 12. September 1891 in Walkerville, Iowa; † 3. November 1947 in Bratenahl bei Cleveland) war eine US-amerikanische Opernsängerin der Stimmlage Sopran.

## Leben und Werk
Eleanor Painter Strong wurde in einer heute nicht mehr existierenden Kleinstadt in Iowa als Eleanor („Nellie“) Painter, Tochter von Ella May Humphrey Painter (1859–1941) und John Albert Painter (1849–1927), geboren. Sie verbrachte einen Teil ihrer Kindheit in Colorado und ging später nach New York City, um Sängerin zu werden. Im November 1910 verließ sie die Vereinigten Staaten und studierte in Berlin bei Richard Lowe Gesang. Im Februar 1912 debütierte unter sie dem Namen Painter-Schmidt als Madama Butterfly am Stadttheater Essen und erhielt unmittelbar anschließend einen Fünf-Jahres-Vertrag an das neu eröffnete Deutsche Opernhaus in Berlin-Charlottenburg, wo sie 1914 in der Uraufführung der Oper Mandragola von Ignatz Waghalter mitwirkte. 1913 sang sie in Covent Garden in London und gastierte am Stadttheater Nürnberg. Im Juli 1914 nahm sie ein Engagementsangebot des Sängers und Managers Andreas Dippel an, kehrte nach New York zurück und trat dort in der Operette The Lilac Domino von Charles Cuvillier auf. Später schrieb der Komponist Victor Herbert die Operette Princess Pat für sie. Zwischen 1914 und 1931 sang Painter in dramatischen Produktionen sowie Musicals und Opern, darunter Madame Butterfly und Carmen, in New York City, Philadelphia und Berlin. Zu ihrem Repertoire zählten auch Cherubino in Le nozze di Figaro und der Komponist in Ariadne auf Naxos.
1916 heiratete Painter in New York zweiter Ehe den Schauspieler und Sänger Louis Graveure, die Ehe wurde 1930 wieder geschieden. Ein Jahr später heiratete sie Major Charles H. Strong, Präsident der Kaufhauskette „William Taylor Son and Company“. Sie gab ihre berufliche Laufbahn auf, aber nicht ihr Interesse an der Musik. Das Ehepaar lebte in Bratenahl. Eleanor Painter Strong unterstützte die musikalische Kunst und das Theater in Cleveland, trat vor Ort auf und schrieb den Musikroman Spring Symphony (1941). Zu ihren lokalen Auftritten gehörten die Hauptrolle in Ermanno Wolf-Ferraris Il segreto di Susanna (1935) und eine Präsentation von Sergei Prokofjews Peter und der Wolf (1941), beide in Verbindung mit dem Cleveland Orchestra.
Eleanor Painter Strong starb 56-jährig am 3. November 1947 nach einer viermonatigen Krankheit in ihrem Haus am Lake Shore Boulevard in Bratenahl bei Cleveland. Sie wurde auf dem Highland Park Cemetery in Highland Hills, Ohio beigesetzt.